# پاکسازی در ترکیه پس از کودتای ۲۰۱۶
پاکسازی در ترکیه پس از کودتای ۲۰۱۶ مجموعه‌ای از پاکسازی‌هاست که توسط دولت ترکیه در شرایط وضعیت اضطراری متعاقب کودتای ۲۰۱۶ ترکیه در حال انجام است. این پاکسازی از ۱۵ ژوئیه ۲۰۱۶ آغاز شده است و پس از بازداشت فوری افسرانی که متهم به طراحی و اجرای کودتا بودند، حوزه دستگیری‌ها گسترش یافت و جمع وسیع تری از نیروی‌های نظامی و بخش عمومی و نیز بخش خصوصی را دربرگرفت. این پاکسازی‌ها نشان دهنده جنگ قدرت بین نخبگان سیاسی سکولار و اسلام‌گرای در ترکیه است و محدود آن به افرادی تسری یافته است که نه از کودتا آگاه و نه در آن مشارکت داشته‌اند، اما متهم به ارتباط با جنبش گولن هستند که دولت، آن را مسئول کودتا می‌داند.
طی این پاکسازی‌ها بیش از ۱۲۰۰۰۰ قاضی، معلم، افسر پلیس و کارمند بخش عمومی تعلیق یا منفصل از خدمت شده‌اند و حدود ۴۰۰۰ نفر رسماً بازداشت شده‌اند. به عنوان مثال در ۱۶ ژوئیه ۲۰۱۶ درست یک روز پس از کودتا ۲۷۴۵ قاضی را از کار اخراج و بازداشت کردند.

## سابقه
در ژانویه ۲۰۱۴ در پی بحران فساد مالی ۲۰۱۳ ترکیه ۹۶ قاضی و دادستان از جمله حسین باس دادستان ازمیر را تبعید کردند تا بررسی‌ها پایان یابد. باس را به صامسون منتقل کردند.

## بخش‌های تحت تأثیر

### نیروهای نظامی
نخست‌وزیر ترکیه بن‌علی ییلدیریم در ۱۶ ژوئیه ۲۰۱۶ اعلام کرد ۲۸۳۹ سرباز با درجه‌های مختلف دستگیر شده‌اند.

### ترابری
مسئولان دولتی اعلام کردند تا ۲۲ ژوئیه ۱۱۰۰۰ گذرنامه را باطل کرده‌اند، تا ۳۰ ژوئیه شمار گذرنامه‌های باطل شده به ۵۰۰۰۰ رسید.